# اوکتاو لونشپیل
پروفسور اوکتاو لونشپیل (به انگلیسی: Octave Levenspiel) از اساتید برجسته مهندسی شیمی دانشگاه ایالتی اورگن ایالات متحده آمریکا است.زمینه تخصصی وی در زمینه واکنش های شیمیایی و راکتور های شیمیایی است.وی در این زمینه نیز تالیفات متعددی داشته که عمده آن ها به بسیاری از زبان های دنیا از جمله فارسی نیز ترجمه شده است:
- Chemical Reaction Engineering، Wiley; 3 Sub edition (August 13, 1998)، ISBN 0-471-25424-X
- The Chemical Reactor Omnibook، Oregon St Univ Bookstores (January 1993)، ISBN 0-88246-160-5
- Fluidization Engineering (coauthored)، Butterworth-Heinemann Ltd; (October 1991)، ISBN 0-409-90233-0
- Engineering Flow and Heat Exchange، Plenum Pub Corp (Dez. 1984)، ISBN 0-306-41599-2
- Understanding Engineering Thermo، Prentice Hall PTR; (September 4, 1996)، ISBN 0-13-531203-5
- Rambling through Science and Technology, Lulu, 2007

همچنین وی از طرف انجمن های علمی از جمله انجمن مهندسان شیمی آمریکا بارها به عنوان استاد نمونه انتخاب گردیده است.